# 10 september
10 september is de 253ste dag van het jaar (254ste dag in een schrikkeljaar) in de Gregoriaanse kalender. Hierna volgen nog 112 dagen tot het einde van het jaar.

## Gebeurtenissen
- Algemeen
  - 1976 - Een Brits vliegtuig en een Joegoslavisch vliegtuig botsen bij Zagreb, waardoor 176 mensen omkomen.
  - 1990 - Het proces over de schuld van de ramp met de Herald of Free Enterprise start in Londen.
  - 2012 - Venezuela heeft de eerste stappen gezet om zich terug te trekken uit een regionaal mensenrechtenverdrag, zo meldt de Organisatie van Amerikaanse Staten.
  - 2013 - Het Roemeense parlement geeft toestemming voor het afmaken van zwerfhonden die niet binnen twee weken door hun eigenaar worden opgehaald.
- Economie
  - 1845 - Opening Beurs van Zocher in Amsterdam door koning Willem II.
  - 2001 - KPN-topman Paul Smits stapt op. De schuldenlast bij KPN is 24 miljard euro. Hij wordt opgevolgd door Ad Scheepbouwer.
  - 2012 - De arbeidsonrust in de Zuid-Afrikaanse mijnbouw breidt zich uit met een wilde staking van vijftienduizend mijnwerkers in een goudmijn in West Rand.
- Infrastructuur
  - 1913 - Eerste autoweg van kust tot kust wordt geopend in de Verenigde Staten.
  - 1933 - Plechtige opening van de Sint-Annatunnel, een voetgangerstunnel onder de Schelde in Antwerpen door burgemeester Camille Huysmans.
  - 1933 - Opening van de Waaslandtunnel, de oudste voertuigentunnel onder de Schelde in Antwerpen, bijgewoond door koning Albert I en koningin Elisabeth.
- Kunst en cultuur
  - 1838 - Première van de opera Benvenuto Cellini van Berlioz in de Opera van Parijs.
  - 2010 - Première van de eerste Klingon-opera ’u’ in Den Haag.
- Media
  - 2017 - De eerste aflevering van de dramaserie Meisje van plezier trekt al meteen 1,1 miljoen kijkers.
- Oorlog
  - 1561 - In Japan vindt de Vierde slag bij Kawanakajima plaats.
  - 1576 - Het Beleg van Woerden wordt beëindigd
  - 1939 - Canada verklaart Duitsland de oorlog.
  - 1943 - Duitse troepen bezetten Rome.
  - 1945 - Vidkun Quisling wordt ter dood veroordeeld wegens collaboratie met de nazi's.
  - 1993 - Ondanks een oproep van hun leider Radovan Karadžić zetten Bosnisch-Servische militairen hun rebellie voort in de stad Banja Luka.
- Politiek
  - 1640 - Catalaanse opstand: de Staten-Generaal van het Vorstendom Catalonië wordt bijeengeroepen. Deze neemt de soevereiniteit over en voert een reeks revolutionaire maatregelen door die zullen leiden tot de Catalaanse Republiek.
  - 1823 - Simon Bolivar wordt president van Peru.
  - 1889 - Albert I wordt vorst van Monaco.
  - 1919 - Oostenrijk en de geallieerden tekenen een verdrag waarin de onafhankelijkheid van Polen, Hongarije, Tsjecho-Slowakije en Joegoslavië wordt erkend.
  - 1951 - Het Verenigd Koninkrijk begint een economische boycot van Iran.
  - 1955 - Japan treedt toe tot de GATT.
  - 1967 - De bevolking van Gibraltar stemt tegen eenwording met Spanje.
  - 1974 - Guinee-Bissau wordt onafhankelijk van Portugal.
  - 1990 - Iran en Irak sluiten een akkoord om hun diplomatieke betrekkingen te normaliseren.
  - 1998 - De Amerikaanse staatsaanklager Kenneth Starr presenteert het rapport over president Clinton en de Monica Lewinsky-affaire.
  - 2002 - Zwitserland wordt lid van de Verenigde Naties.
  - 2003 - Anna Lindh, de Zweedse minister van Buitenlandse Zaken, wordt neergestoken en overlijdt een dag later aan haar verwondingen.
  - 2008 - De Boliviaanse president Evo Morales stuurt de Amerikaanse ambassadeur naar huis, omdat hij separatisten in het Zuid-Amerikaanse land zou steunen in hun onafhankelijkheidsstrijd.
  - 2012 - Hassan Sheikh Mohamud wordt president van Somalië.
  - 2015 - De Venezolaanse oppositieleider Leopoldo López wordt veroordeeld tot bijna veertien jaar celstraf voor het aanzetten tot geweld.
  - 2021 - In Libanon wordt na 13 maanden een akkoord bereikt over een nieuwe regering onder leiding van Najib Mikati, nadat de vorige regering onder Hassan Diab was afgetreden naar aanleiding van de explosie in de haven van Beiroet.[1]
- Religie
  - 1515 - Paus Leo X creëert één nieuwe kardinaal, de Engelse aartsbisschop van York Thomas Wolsey.
  - 1523 - Paus Adrianus VI creëert één nieuwe kardinaal, de Nederlandse bisschop van Tortosa Willem van Enckevoirt.
  - 1972 - Bisschopswijding van Herman Münninghoff, Nederlands bisschop van Jayapura in Indonesië.
  - 1990 - Paus Johannes Paulus II wijdt in Yamoussoukro de O.L.V. van de Vredebasiliek in. Het gebouw is een kopie van de Sint-Pietersbasiliek in Rome.
- Sport
  - 1898 - Opening van het stadion Roker Park in de Engelse stad Sunderland.
  - 1945 - Oprichting van de Poolse voetbalclub Zagłębie Lubin.
  - 1971 - Zwemmer Mark Spitz uit de Verenigde Staten brengt in Minsk zijn eigen wereldrecord op de 200 meter vrije slag op 1.53,5.
  - 1972 - De Verenigde Staten verliezen hun eerste internationale basketbalwedstrijd in een omstreden duel met de Sovjet-Unie bij de Olympische Spelen in München.
  - 1975 - Het Nederlands voetbalelftal gaat in Chorzow met 4-1 onderuit tegen Polen in de kwalificatiereeks voor het EK voetbal 1976, onder meer door twee doelpunten van Andrzej Szarmach.
  - 1980 - Het Nederlands voetbalelftal begint de kwalificatiereeks voor het WK voetbal 1982 met een 2-1 nederlaag in en tegen Ierland. Oranje telt vier debutanten in Dublin: Ronald Spelbos (AZ’67), Toine van Mierlo (Willem II), Jan van Deinsen (Feyenoord) en doelman Joop Hiele (Feyenoord).
  - 1983 - Kjell-Erik Ståhl wint de vierde editie van de marathon van Antwerpen in een tijd van 2:13.48. Bij de vrouwen triomfeert Magda Ilands (2:37.51).
  - 1986 - Het Nederlands voetbalelftal verliest in een oefeninterland in Praag met 1-0 van Tsjechoslowakije.
  - 1989 - In Frankfurt eindigt de Nederlandse vrouwenhockeyploeg als vijfde bij de strijd om de Champions Trophy.
  - 1997 - Bulgarije, Argentinië, Paraguay en Colombia kwalificieren zich voor het WK voetbal 1998 in Frankrijk.
  - 1990 - Het mannenenkelspel op de US Open wordt gewonnen door de Amerikaan Pete Sampras. Hij verslaat in de finale zijn landgenoot Andre Agassi.
  - 2005 - Jelena Isinbajeva (Rusland) en Kenenisa Bekele (Ethiopië) worden door de IAAF uitgeroepen tot de atleten van 2005.
  - 2007 - Titelverdediger Duitsland wint in de openingswedstrijd van het vijfde WK voetbal voor vrouwen met maar liefst 11-0 van Argentinië.
  - 2012 - Andy Murray wint op de US Open de eerste grandslamtitel van zijn carrière. Hij verslaat in de finale de Serviër Novak Đoković met 7-6(10), 7-5, 2-6, 3-6, 6-2 en is de eerste Britse man sinds 1936 die een grandslamtoernooi wint.
  - 2017 - Bibiana Steinhaus leidt als eerste vrouwelijke scheidsrechter ooit een duel in de hoogste afdeling van het Duitse betaalde voetbal, de Bundesliga; ze deelt één gele kaart uit in het duel Hertha BSC - Werder Bremen (1-1).
  - 2023 - Duitsland is voor het eerst wereldkampioen basketbal na winst tegen Servië 83-77. Canada pakt het brons na winst tegen topfavoriet USA.[2]
  - 2023 - De Nederlandse roeiers Melvin Twellaar en Stef Broenink winnen goud in de klasse dubbel twee bij de Wereldkampioenschappen roeien in Belgrado (Servië). De Kroatische broers Martin en Valent Sinković zijn goed voor zilver en het brons is voor de Ieren Daire Lynch en Philip Doyle.[3]
  - 2023 - In de skiff moet Nederlands roeier Simon van Dorp bij de Wereldkampioenschappen roeien in Belgrado (Servië) de zege laten aan Oliver Zeidler uit Duitsland. De Nieuw-Zeelander Thomas Mackintosh krijgt brons na een fotofinish.[3]
  - 2023 - De Nederlandse roeiers Guus Mollee, Olav Molenaar, Jan van der Bij, Guillaume Krommenhoek, Sander de Graaf, Jacob van de Kerkhof, Gert-Jan van Doorn en Mick Makker bijgestaan door stuurvrouw Dieuwke Fetter winnen zilver in de klasse acht bij de Wereldkampioenschappen roeien in Belgrado (Servië). De teams van het Verenigd Koninkrijk en Australië leggen beslag op respectievelijk goud en brons.[3]
  - 2023 - Skiffeuse Karolien Florijn uit Nederland prolongeert haar titel bij de Wereldkampioenschappen roeien in Belgrado (Servië). De Nieuw-Zeelandse Emma Twigg wordt tweede en Tara Rigney uit Australië wordt derde.[4]
  - 2023 - Belgisch wielrenner Wout van Aert grijpt voor de tweede keer in zijn carrière de eindzege in de Ronde van Groot-Brittannië nadat hij een aanval van de Spanjaard Carlos Rodríguez heeft weten te pareren. De Noor Tobias Johannessen wordt tweede in het eindklassement en Damien Howson uit Australië wordt derde.[5]
  - 2023 - Rolstoeltennisster Diede de Groot uit Nederland wint de US Open door in de finale de Japanse Yui Kamiji in twee sets te verslaan. De Groot pakt hiermee haar twaalfde grandslamtitel op rij en de twintigste in totaal.[6]
  - 2023 - De Serviër Novak Djokovic wint de 24e grandslamtitel van zijn loopbaan door in de finale van de US Open de Rus Daniil Medvedev in drie sets te verslaan. Djokovic evenaart hiermee de prestatie van de Australische Margaret Smith-Court die dat aantal tijdens haar carrière ook wist te behalen.[7]
- Wetenschap en technologie
  - 1846 - Elias Howe krijgt een patent voor de naaimachine.
  - 2007 - In Nijmegen bevalt een vrouw uit Vorden van een eeneiige drieling. Zoiets komt slechts bij één op de 200 miljoen zwangerschappen voor.
  - 2008 - De Large Hadron Collider in het CERN bij Genève, de grootste deeltjesversneller ter wereld, wordt in gebruik genomen.
  - 2011 - Lancering van een Delta II raket vanaf Cape Canaveral Air Force Station voor de missie Gravity Recovery And Interior Laboratory bestaande uit de identieke sondes Ebb en Flow die onderzoek moeten gaan doen naar het zwaartekrachtsveld van de Maan.[8]
  - 2023 - Lancering met een Lange Mars 6A raket van China Aerospace Science Corporation (CASC) vanaf lanceerbasis Taiyuan LC-9 van de Yaogan 40 missie met drie Chinese spionagesatellieten waarvan het officieel opgegeven doel 'onderzoek van de elektromagnetische omgeving' is.[9]
  - 2023 - Lancering van een Atlas V 551 raket van United Launch Alliance vanaf Cape Canaveral Space Force Station Lanceercomplex 41 (SLC-41) voor de SILENTBARKER of NROL-107 missie met een geheime satelliet waarvan het doel is het leveren van informatie over satelliet dreiging en verbetering van het bewustzijn van de situatie in de ruimte. De missie is een samenwerking van National Reconnaissance Office en United States Space Force.[10][11]

## Geboren

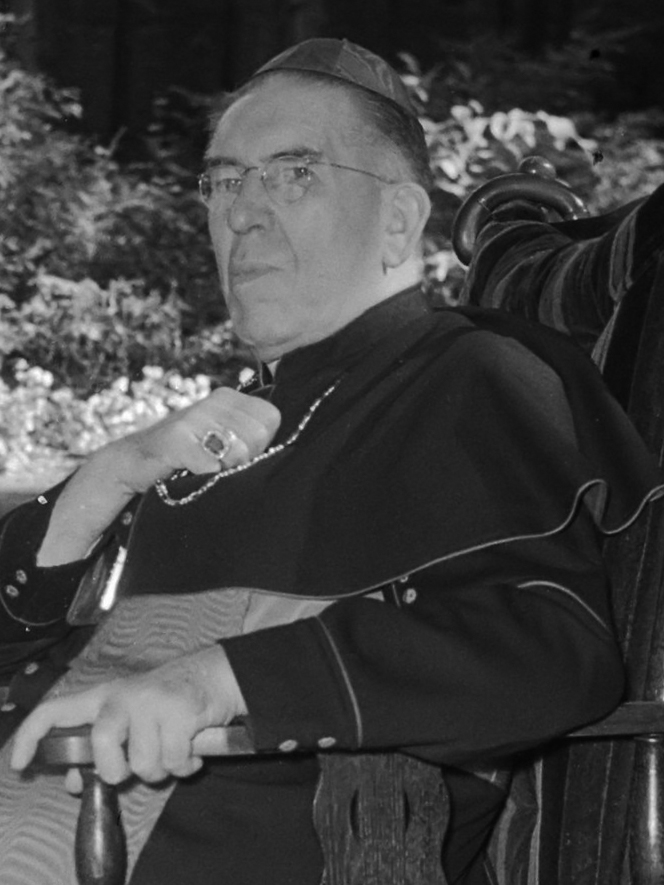
Johannes de Jong,
geboren in 1885

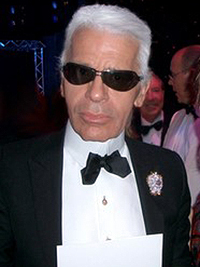
Karl Lagerfeld,
geboren in 1933

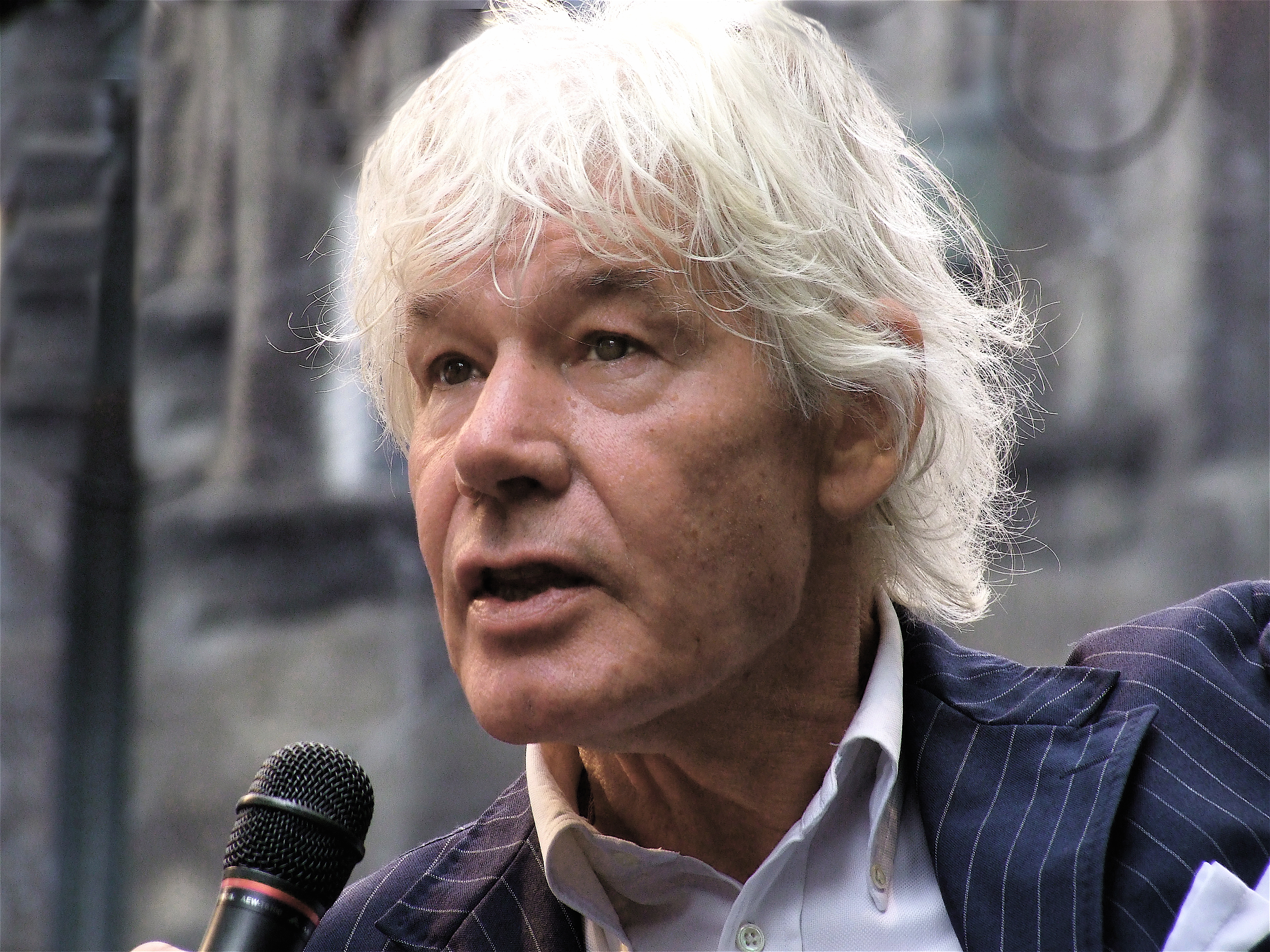
Paul van Vliet,
geboren in 1935

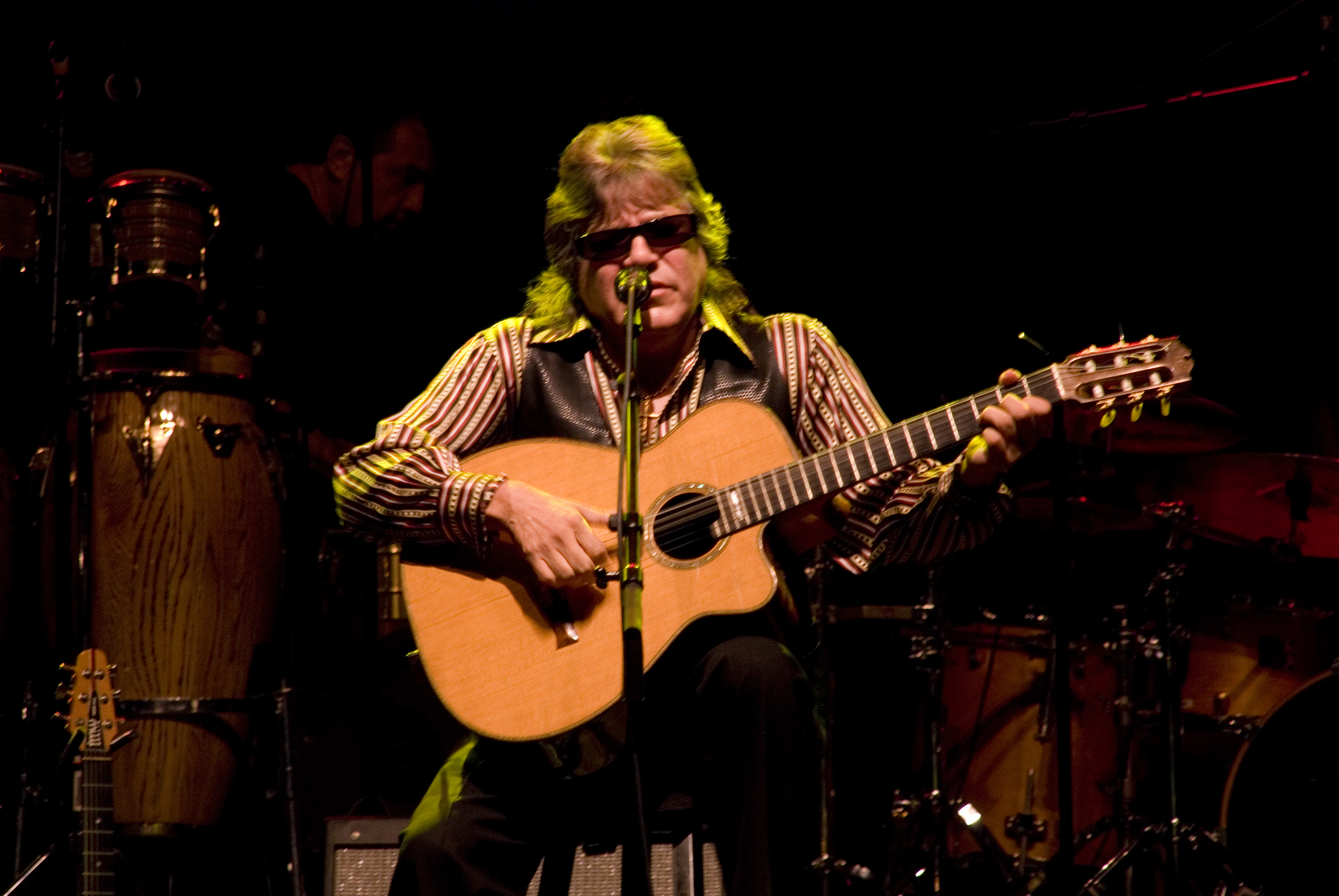
José Feliciano,
geboren in 1945

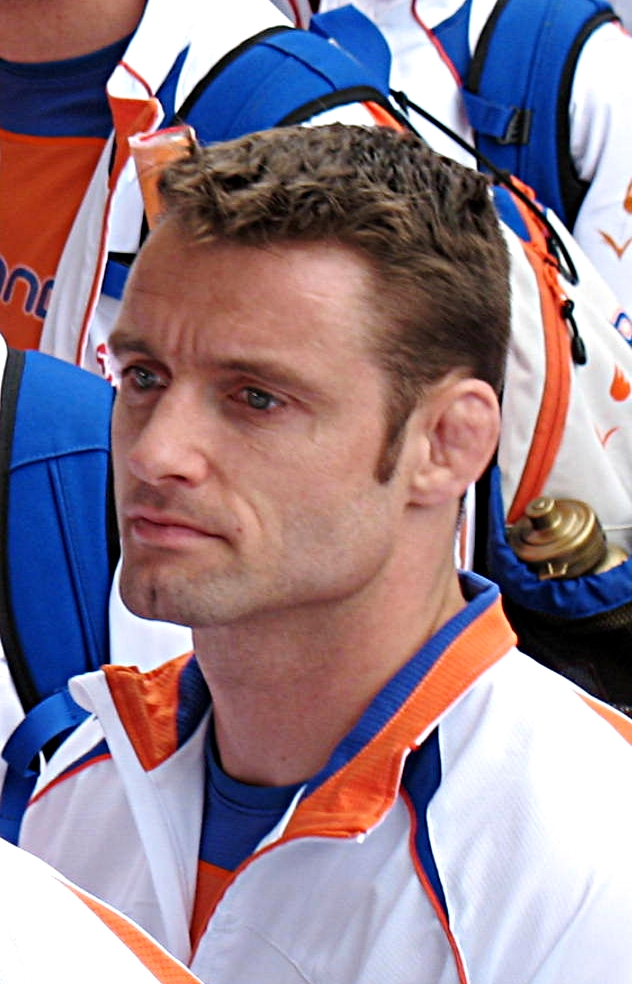
Mark Huizinga,
geboren in 1973

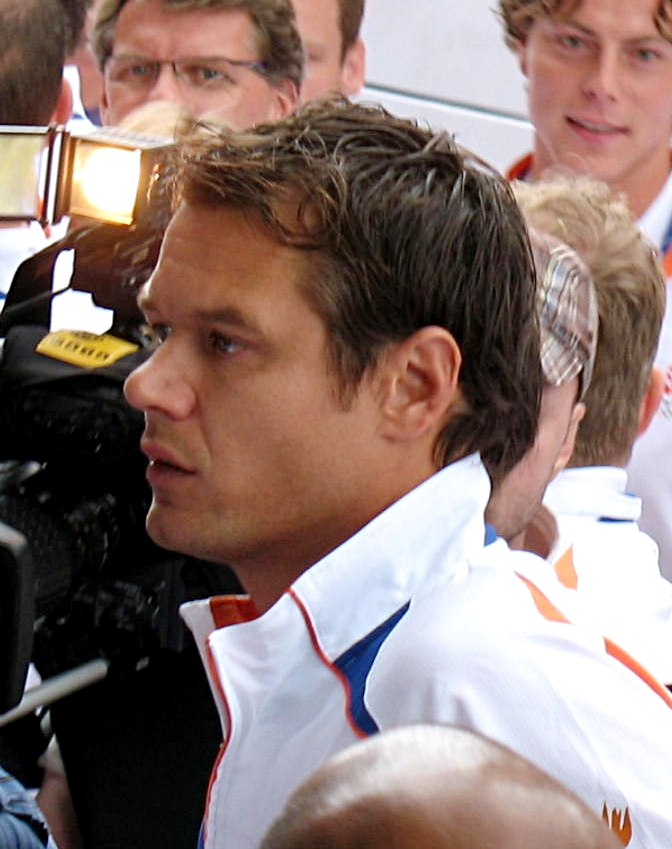
Reinder Nummerdor,
geboren in 1976

- 1487 - Paus Julius III (overleden 1555)
- 1765 - Gillis Johannis le Fèvre de Montigny, Nederlands militair en cartograaf (overleden 1821)
- 1839 - Charles Sanders Peirce, Amerikaans filosoof (overleden 1914)
- 1857 - James Keeler, Amerikaans astronoom (overleden 1900)
- 1863 - Charles Spearman, Brits psycholoog (overleden 1945)
- 1864 - Cornelis Easton, Nederlands journalist en populair-wetenschappelijk schrijver (overleden 1929)
- 1866 - Jeppe Aakjær, Deens schrijver (overleden 1930)
- 1872 - Eltjo Rugge, Nederlands politicus, Hij was lid van de SDAP (overleden 1950)
- 1877 - Hans Nobiling, Duits-Braziliaans voetbalpionier (overleden 1954)
- 1880 - Pieter van der Meer de Walcheren OSB, Nederlands literator, socialist, monnik (overleden 1970)
- 1885 - Johannes de Jong, Nederlands kardinaal-aartsbisschop (overleden 1955)
- 1887 - Giovanni Gronchi, derde president van Italië (overleden 1978)
- 1890 - Franz Werfel, Oostenrijks schrijver (overleden 1945)
- 1894 - Albert Hahn jr., Nederlands (politiek) tekenaar, illustrator en boekbandontwerper (overleden 1953)
- 1897 - Georges Bataille, Frans auteur (overleden 1962)
- 1897 - Otto Strasser, Duits nationaalsocialistisch, later nationaal-revolutionair politicus (overleden 1974)
- 1898 - Hans Globke, Duits politicus en jurist (overleden 1973)
- 1898 - Bessie Love, Amerikaans actrice (overleden 1986)
- 1901 - Ondino Viera, Uruguayaans voetbalcoach (overleden 1997)
- 1905 - Juan José Arévalo, Guatemalteeks politicus (overleden 1990)
- 1907 - Annie de Jong-Zondervan, Nederlands atlete en kortebaansschaatsster (overleden 1972)
- 1911 - Jaap van der Leck, Nederlands voetbaltrainer (overleden 2000)
- 1911 - Renée Simonot, Frans actrice (overleden 2021)
- 1911 - Frithjof Ulleberg, Noors voetballer (overleden 1993)
- 1912 - Sixta Heddema, Nederlands kunstenaar (overleden 1988)
- 1914 - Terence O'Neill, Noord-Iers politicus (overleden 1990)
- 1914 - Robert Wise, Amerikaans regisseur en producent (overleden 2005)
- 1917 - Masahiko Kimura, Japans judoka (overleden 1993)
- 1917 - Ren Rong, Chinees generaal en politicus (overleden 2017)
- 1918 - Ifigênio de Freitas Bahiense (Geninho), Braziliaans voetballer (overleden 1980)
- 1918 - Herman van Run, Nederlands journalist en radiomaker (overleden 2012)
- 1919 - Lex van Delden, Nederlands componist (overleden 1988)
- 1920 - C.R. Rao, Indiaas-Amerikaans wiskundige en statisticus (overleden 2023)
- 1920 - Herman Smitshuijzen, Nederlands zwemmer (overleden 2007)
- 1922 - Yma Súmac, Peruviaans zangeres (overleden 2008)
- 1923 - Uri Avnery, Israëlisch journalist, politicus en vredesactivist (overleden 2018)
- 1923 - Janny Jalving, Nederlands kunstschilderes (overleden 2022)
- 1924 - Putte Wickman, Zweeds jazz klarinetspeler (overleden 2006)
- 1926 - Rudy Ventura, Catalaans trompettist (overleden 2009)
- 1927 - Albert Benz, Zwitsers componist en dirigent (overleden 1988)
- 1928 - Jan Herreman, Belgisch politicus (overleden 2014)
- 1928 -Jean Vanier, Canadees filosoof en internationaal humanitair activist (l'Arche) (overleden 2019)
- 1929 - János Bédl, Hongaars voetballer en voetbalcoach (overleden 1987)
- 1929 - Lambert Kelchtermans, Belgisch politicus (overleden (2021)
- 1929 - Arnold Palmer, Amerikaans golfer (overleden 2016)
- 1930 - Ferreira Gullar, Braziliaans schrijver (overleden 2016)
- 1931 - Philip Baker Hall, Amerikaans acteur (overleden 2022)
- 1931 - Han Lammers, Nederlands politicus (overleden 2000)
- 1932 - Bo Goldman, Amerikaans scenarioschrijver (overleden 2023)
- 1932 - Félix Malloum, president van Tsjaad (1975-1979) (overleden 2009)
- 1933 - Karl Lagerfeld, Duits modeontwerper, kunstenaar en fotograaf (overleden 2019)
- 1935 - Giacomo Losi, Italiaans voetballer (overleden 2024)
- 1935 - Paul van Vliet, Nederlands cabaretier (overleden 2023)
- 1937 - Jared Diamond, Amerikaans bioloog
- 1939 - Judith Nelson, Amerikaans sopraan (overleden 2012)
- 1939 - Eddy Pinas, Surinaams schrijver
- 1939 - Cynthia Powell, eerste vrouw van popmuzikant John Lennon (overleden 2015)
- 1939 - Piet Romeijn, Nederlands voetballer
- 1940 - Roy Ayers, Amerikaans muzikant (overleden 2025)
- 1941 - Stephen Jay Gould, Amerikaans paleontoloog (overleden 2002)
- 1941 - Itaru Oki, Japans jazztrompettist en -kornettist (overleden 2020)
- 1941 - Theo Olthuis, Nederlands schrijver en dichter (overleden 2024)
- 1943 - Hoos Blotkamp, Nederlands kunsthistoricus en museumdirecteur (overleden 2014)
- 1943 - Horst-Dieter Höttges, Duits voetballer (overleden 2023)
- 1945 - Rein van den Broek, Nederlands trompettist en componist (overleden 2015)
- 1945 - Dennis Burkley, Amerikaans acteur (overleden 2013)
- 1945 - José Feliciano, Amerikaans zanger en gitarist
- 1946 - Stanley Hillis, Nederlands crimineel (overleden 2011)
- 1946 - Jim Hines, Amerikaans atleet (overleden 2023)
- 1946 - Don Powell, Brits drummer
- 1947 - Jet Nijpels, Nederlands politica
- 1948 - Bernadette Van Roy, Belgisch atlete
- 1949 - Barbara Morrison, Amerikaans soul- en blueszangeres (overleden 2022)
- 1949 - Don Muraco, Amerikaans worstelaar
- 1949 - Bill O'Reilly, Amerikaans televisiepresentator
- 1949 - Patrick Proisy, Frans tennisser
- 1949 - Viktor Paskow, Bulgaars schrijver en musicus (overleden 2009)
- 1950 - Joe Perry, Amerikaans gitarist Aerosmith
- 1951 - Harry Groener, Amerikaans acteur
- 1951 - Luc Millecamps, Belgisch voetballer
- 1952 - Bruno Giacomelli, Italiaans autocoureur
- 1953 - Amy Irving, Amerikaans actrice
- 1954 - Stephen Desberg, Belgisch stripschrijver
- 1955 - Marja-Liisa Kirvesniemi, Fins langlaufster
- 1956 - Debby Petter, Nederlands presentatrice
- 1956 - Loes Van den Heuvel, Belgisch actrice
- 1957 - Alexander Schabracq, Nederlands beeldend kindtenaar
- 1958 - Gerty Christoffels, Belgisch televisiepresentatrice (overleden 2020)
- 1960 - Colin Firth, Brits acteur
- 1960 - Huub Hangop (Ruud van den Berg), Nederlands zanger
- 1961 - Dimitrie Popescu, Roemeens roeier (overleden 2023)
- 1962 - Co Stompé, Nederlands darter
- 1962 - Wiljan Vloet, Nederlands voetbaltrainer
- 1962 - Filip Watteeuw, Belgisch politicus
- 1965 - Pål Lydersen, Noors voetballer
- 1965 - Marco Pastors, Nederlands politicus
- 1966 - Jeroen Guliker, Nederlands schrijver
- 1966 - Stojan Jankoelov, Bulgaars drummer en slagwerker
- 1966 - Marcelo Morales, Argentijns voetballer
- 1967 - Pedro Huntjens, Nederlands atleet
- 1968 - Girolamo Giovinazzo, Italiaans judoka
- 1968 - Andreas Herzog, Oostenrijks voetballer
- 1968 - Michael Schaap, Nederlands programmamaker, documentairemaker en presentator
- 1970 - Claudinei Alexandre Pires (Dinei), Braziliaans voetballer
- 1970 - Serge van Duijnhoven, Nederlands schrijver, dichter en historicus
- 1970 - Dean Gorré, Nederlands voetballer
- 1970 - Julie Halard-Decugis, Frans tennisster
- 1971 - Rolf Peters, Nederlands hockeyer
- 1971 - Yves Segers, Belgisch zanger
- 1972 - Mariano Bombarda, Nederlands-Argentijns voetballer
- 1972 - Ingrid Robeyns, Belgisch-Nederlands filosoof
- 1972 - Bente Skari, Noors langlaufster
- 1973 - Mark Huizinga, Nederlands judoka
- 1973 - Nance Coolen (Nance), Nederlands zangeres en televisiepresentatrice
- 1973 - Ghada Shouaa, Syrisch atlete
- 1974 - Serena Amato, Argentijns zeilster
- 1974 - Mirko Filipović, Kroatisch kickbokser en MMA-vechter
- 1974 - Ryan Phillippe, Amerikaans acteur
- 1974 - Stefano Perugini, Italiaans motorcoureur
- 1974 - Gábor Zavadszky, Hongaars voetballer (overleden 2006)
- 1975 - Viktor Kassai, Hongaars voetbalscheidsrechter
- 1976 - Jordi Bloem, Nederlands meteoroloog
- 1976 - Greg Henderson, Nieuw-Zeelands wielrenner
- 1976 - Gustavo Kuerten, Braziliaans tennisser
- 1976 - Matt Morgan, Amerikaans worstelaar
- 1976 - Reinder Nummerdor, Nederlands volleyballer
- 1977 - Bernardo Romeo, Argentijns voetballer
- 1978 - Carlos Castro, Costa Ricaans voetballer
- 1979 - Marius Mitu, Roemeens voetballer
- 1979 - Speedy (Juan Antonio Ortiz Garcia), Puerto Ricaans reggae-zanger
- 1979 - Irene Visser, Nederlands langebaanschaatsster
- 1980 - Timothy Goebel, Amerikaans kunstschaatser
- 1980 - Mikey Way, Amerikaans basgitarist
- 1981 - Filippo Pozzato, Italiaans wielrenner
- 1982 - Alevtina Biktimirova, Russisch atlete
- 1983 - Tim Hogenbosch, Nederlands boswachter en televisiepresentator
- 1983 - Aaron Kemps, Australisch wielrenner
- 1983 - Philip Sanga, Keniaans atleet
- 1983 - Joey Votto, Canadees honkballer
- 1984 - Thomas Dold, Duits atleet
- 1984 - Gebre-egziabher Gebremariam, Ethiopisch atleet
- 1984 - Lukáš Hlava, Tsjechisch schansspringer
- 1984 - Christopher Sutton, Australisch wielrenner
- 1985 - Laurent Koscielny, Frans voetballer
- 1986 - Ashley Monroe, Amerikaans countryzangeres
- 1987 - Elio Verde, Italiaans judoka
- 1988 - Davide Bresadola, Italiaans schansspringer en Noordse combinatie-skiër
- 1988 - Maico Buncio, Filipijns motorcoureur (overleden 2011)
- 1988 - Frances Lefebure, Belgisch actrice en presentatrice
- 1988 - Sam De Munter, Belgisch voetballer
- 1988 - Jordan Staal, Canadees ijshockeyer
- 1988 - Marco Zanotti, Italiaans wielrenner
- 1989 - Alexa Glatch, Amerikaans tennisster
- 1990 - Ørjan Nyland, Noors voetbaldoelman
- 1990 - Liza Sips, Nederlands actrice
- 1990 - Joyce Sombroek, Nederlands hockeyster
- 1991 - Nicola Sansone, Italiaans voetballer
- 1991 - Joost Burger, Nederlands radio-dj
- 1992 - Fredrik Gulbrandsen, Noors voetballer
- 1992 - Ayub Masika, Keniaans voetballer
- 1992 - Lisanne de Witte, Nederlands atlete
- 1993 - Ricarda Haaser, Oostenrijks alpineskiester
- 1993 - Sam Kerr, Australisch voetbalster
- 1993 - Ruggero Pasquarelli, Italiaans acteur
- 1994 - Artjom Markelov, Russisch autocoureur
- 1995 - Jack Grealish, Engels voetballer
- 1995 - Jozo, Nederlands rapper
- 1996 - Juliët Lohuis, Nederlands volleybalster
- 1998 - Simo Laaksonen, Fins autocoureur
- 2000 - Tommaso Nencini, Italiaans wielrenner
- 2001 - Petra Stiasny, Zwitsers wielrenster
- 2005 - Kyra van Leeuwe, Nederlands voetbalster
- 2006 - Alessandro Giusti, Frans autocoureur

## Overleden

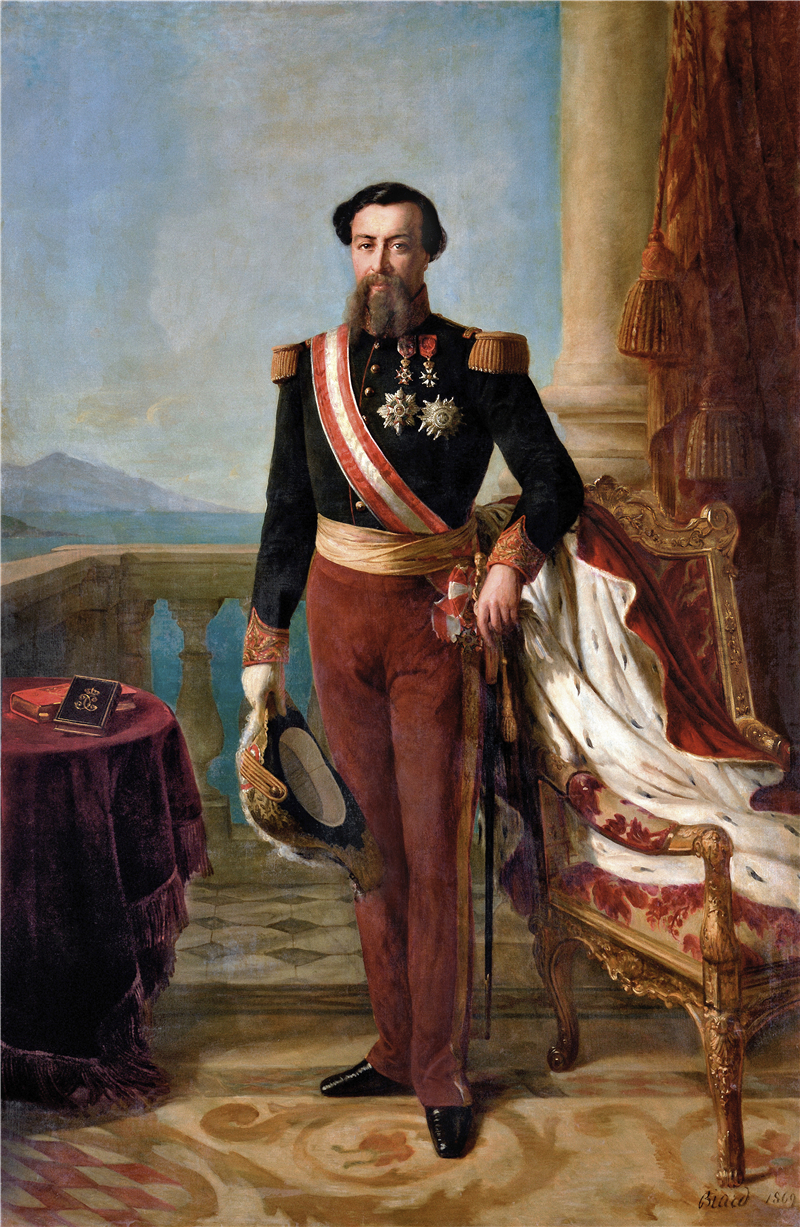
Karel III van Monaco,
overleden in 1889

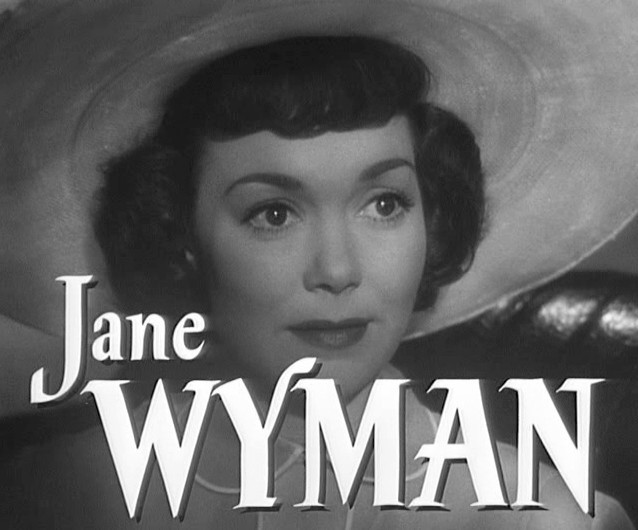
Jane Wyman,
overleden in 2007

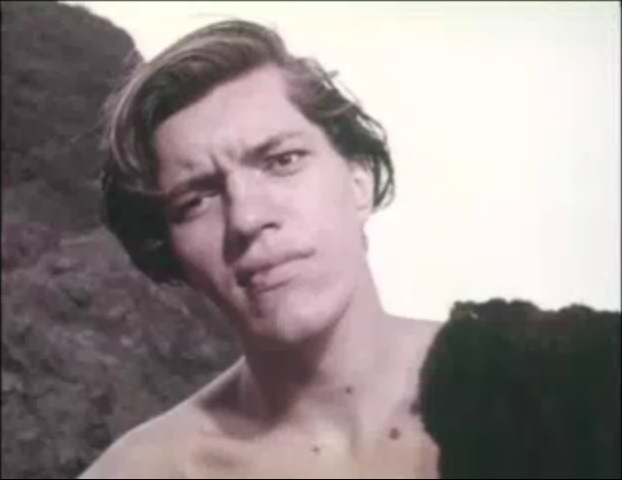
Richard Kiel,
overleden in 2014

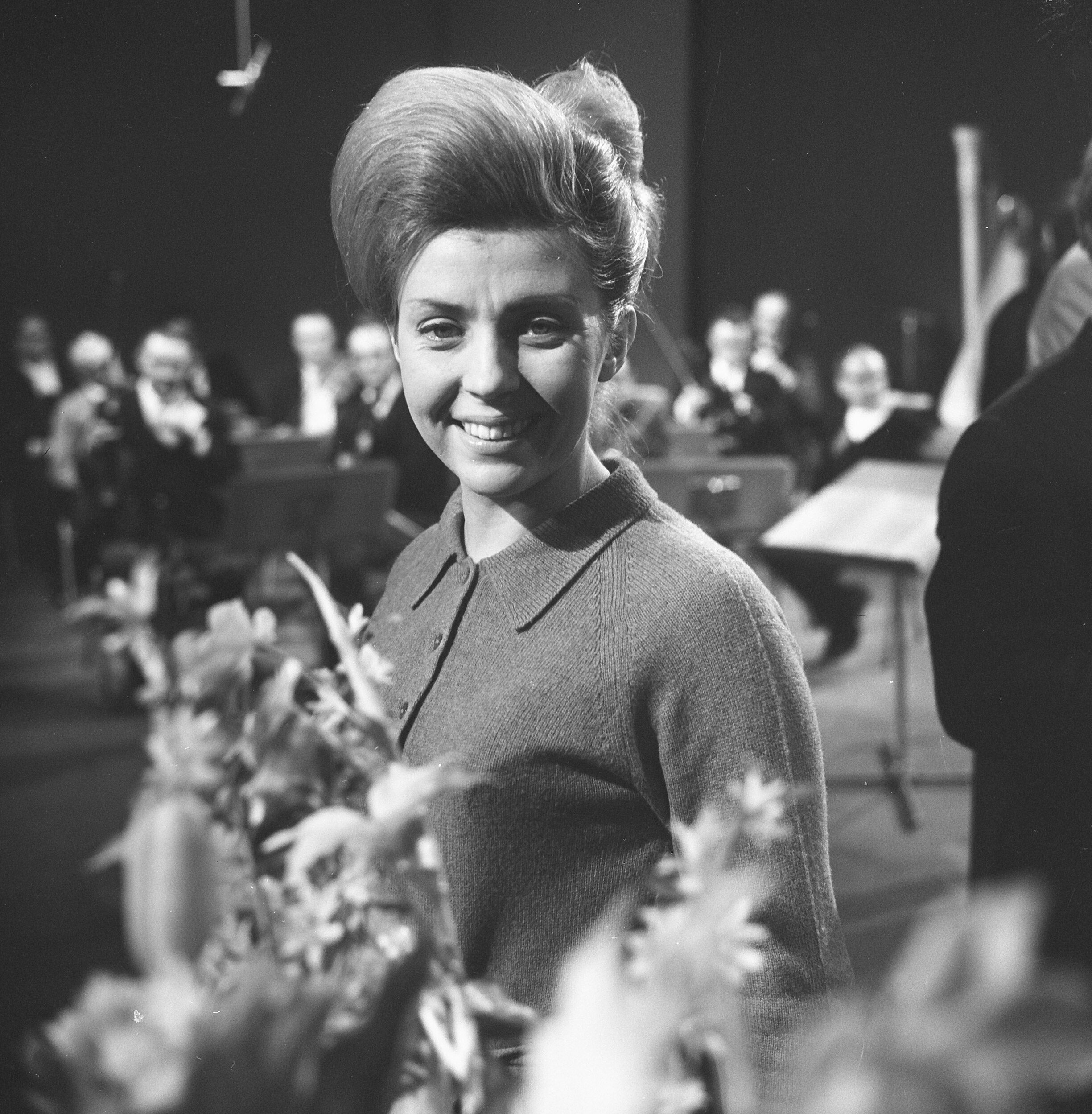
Helen Shepherd,
overleden in 2018

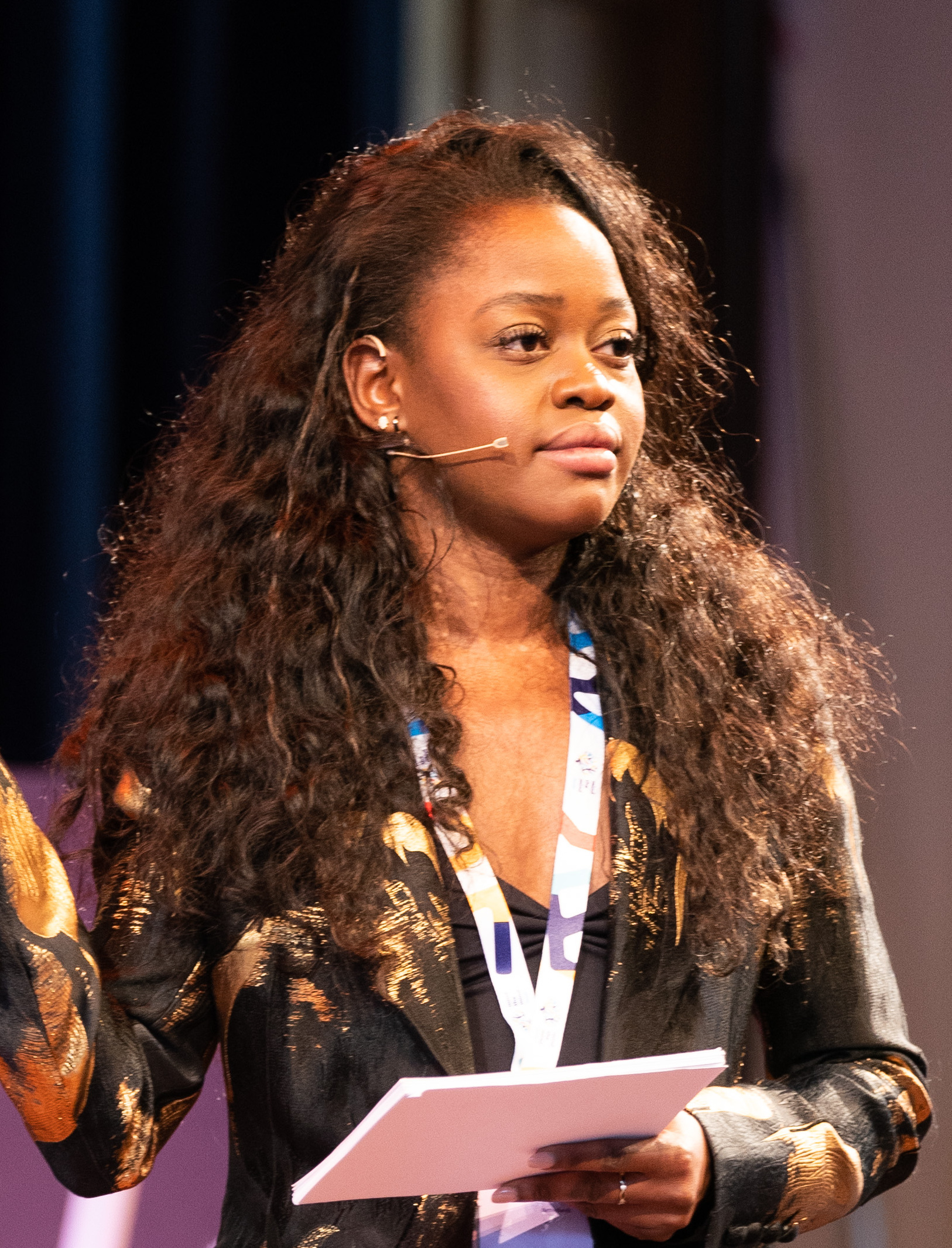
Michaela DePrince
overleden in 2024

- 918 - Boudewijn II de Kale (55), graaf van Vlaanderen
- 954 - Lodewijk IV (34), koning van Frankrijk
- 1167 - Mathilde van Engeland (65), gemalin van keizer Hendrik V
- 1382 - Lodewijk I van Hongarije (56), koning van Polen en Hongarije
- 1419 - Jan zonder Vrees (48), Hertog van Bourgondië
- 1504 - Filibert II van Savoye (24), hertog van Savoye en graaf van Genève
- 1604 - William Morgan (69), Welshe geestelijke
- 1797 - Mary Wollstonecraft (38), Engels schrijfster
- 1806 - Johann Christoph Adelung (74), Duits taalkundige en lexicograaf
- 1842 - Letitia Tyler (51), Amerikaans first lady
- 1883 - Hendrik Conscience (76), Belgisch schrijver
- 1889 - Karel III (70), vorst van Monaco
- 1893 - Auguste de T'Serclaes (65), Belgisch politicus
- 1898 - Elisabeth van Oostenrijk (Sisi) (60)
- 1914 - Johannes Isaak de Rochemont (80), militair in het KNIL en adjudant van gouverneur-generaal Loudon
- 1924 - Eva May (22), Oostenrijks actrice
- 1941 - George Hilsdon (56), Engels voetballer
- 1944 - Hans-Heinz Linder (31), Duits militair
- 1948 - Koning Ferdinand I van Bulgarije (87)
- 1948 - Karel De Wolf (65), Belgisch volkskundige en apotheker
- 1954 - Peter Anders (46), Duits operazanger
- 1961 - Wolfgang Graf Berghe von Trips (33), Duits autocoureur
- 1970 - Paul de Waart (72), Nederlands journalist
- 1971 - Pier Angeli (39), Italiaans actrice
- 1977 - Hamida Djandoubi (28), Frans crimineel
- 1979 - Agostinho Neto (56), president van Angola
- 1980 - Friedrich Hossbach (85), Duits generaal
- 1981 - Reinier Cornelis Keller (75), Nederlands dammer
- 1983 - Felix Bloch (77), Zwitsers natuurkundige
- 1983 - Jon Brower Minnoch (41), Amerikaans man; zwaarste man ooit vastgesteld
- 1983 - Clem Schouwenaars (60), Belgisch schrijver en dichter
- 1983 - John Vorster (67), minister-president van Zuid-Afrika
- 1985 - Jock Stein (62), Schots voetballer en coach
- 1986 - Andrej Zazrojev (60), Sovjet voetballer en trainer
- 2002 - Augusto Lamo Castillo (63), Spaans voetbalscheidsrechter
- 2006 - Taufa'ahau Tupou IV (88), Tongaans staatshoofd
- 2007 - Anita Roddick (64), Brits ondernemer
- 2007 - Jane Wyman (90), Amerikaans filmactrice
- 2008 - Saleh Aridi (50), Druzisch-Libanees sjeik en politicus
- 2008 - Ruedi Rymann (75), Zwitsers volkszanger en jodelaar
- 2011 - Sabino Augusto Montanaro (89), Paraguayaans politicus
- 2011 - Frans Nypels (74), Nederlands journalist en hoofdredacteur
- 2011 - Cliff Robertson (88), Amerikaans acteur
- 2012 - Vondell Darr (93), Amerikaans (kind)actrice
- 2012 - Lance LeGault (77), Amerikaans acteur
- 2013 - Lyn Peters (72), Amerikaans actrice
- 2014 - António Garrido (81), Portugees voetbalscheidsrechter
- 2014 - Richard Kiel (74), Amerikaans acteur
- 2015 - Adrian Frutiger (87), Zwitsers letterontwerper
- 2016 - Marten Fortuyn (73), Nederlands ondernemer, broer van Pim Fortuyn
- 2017 - Mike Hodge (70), Amerikaans acteur
- 2017 - Len Wein (69), Amerikaans stripauteur
- 2018 - Michel Bonnevie (96), Frans basketballer
- 2018 - Helen Shepherd (78), Nederlands zangeres
- 2018 - Govert van Tets (93), Nederlands politicus
- 2018 - Co Westerik (94), Nederlands kunstschilder
- 2020 - Diana Rigg (82), Brits actrice
- 2020 - Leen van der Waal (91), Nederlands politicus
- 2021 - Felix Alen (71), Belgisch chef-kok
- 2021 - Michael Chapman (80), Brits folkzanger en gitarist
- 2021 - Jorge Sampaio (81), Portugees advocaat en politicus
- 2022 - Menno Boelsma (61), Nederlands schaatser
- 2022 - William Klein (96), Amerikaans-Frans fotograaf
- 2023 - Colin Ayre (67), Brits voetballer
- 2023 - Brendan Croker (70), Brits musicus
- 2024 - Michaela DePrince (29), Sierra Leonees-Amerikaans balletdanseres
- 2024 - Eligio Martínez (69), Paraguayaans-Boliviaans voetballer
- 2024 - Theo Wong (78), Surinaams geoloog

## Viering/herdenking
- Nationale Feestdag van Gibraltar
- Rooms-Katholieke kalender:

Nationale Feestdag van Gibraltar

  - Heilige Nikolaas van Tolentino († 1305)
  - Heilige Theodardus (van Maastricht) († 668/70) - Gedachtenis (in bisdom Luik)
  - Heilige Salvius van Albi († 584)
  - Heilige Finnian van Moville († 589)
  - Heilige Pulcheria (Aelia van Constantinopel) († 453)
  - Zalige Martelaren van Nagasaki: o.a. Inès Taquéa († 1622)
  - Eerbiedwaardige Magdalena van Oostenrijk († 1590)

## Weerextremen

### Nederland
| | Officiële records | Officiële records | Officiële records |      | Landelijke records | Landelijke records | Landelijke records |
| Gebeurtenis | Jaar              | Extreem           | Locatie           | Jaar | Extreem            | Locatie            |                    |
| --- | ----------------- | ----------------- | ----------------- | ---- | ------------------ | ------------------ | ------------------ |
| Laagste etmaalgemiddelde temperatuur (°C) | 1986              | 8,4               | De Bilt           |      | 1986               | 7,7                | Eelde              |
| Hoogste etmaalgemiddelde temperatuur (°C) | 2023              | 23,3              | De Bilt           |      | 2023               | 25,7               | Hoek van Holland   |
| Laagste minimumtemperatuur (°C) | 1986              | 1,6               | De Bilt           |      | 1986               | 0,3                | Deelen             |
| Hoogste minimumtemperatuur (°C) | 2021              | 16,9              | De Bilt           |      | 2023               | 21,1               | Vlissingen         |
| Laagste maximumtemperatuur (°C) | 1925              | 12,0              | De Bilt           |      | 1912               | 11,6               | Maastricht         |
| Hoogste maximumtemperatuur (°C) | 2023              | 31,1              | De Bilt           |      | 2023               | 32,2               | Eindhoven, Ell     |
| Hoogste uurgemiddelde windsnelheid (m/s) | 1918              | 11,8              | De Bilt           |      | 1976               | 20,6               | Cadzand            |
| Hoogste windstoot (m/s) | 2011              | 25,0              | De Bilt           |      | 1994               | 28,8               | Vlissingen         |
| Langste zonneschijnduur (uur) | 2006              | 12,0              | De Bilt           |      | 2015               | 12,3               | Hupsel             |
| Langste neerslagduur (uur) | 2013              | 9,9               | De Bilt           |      | 2013               | 18,9               | Hupsel             |
| Hoogste etmaalsom van de neerslag (mm) | 2013              | 44,1              | De Bilt           |      | 2013               | 74,5               | Hupsel             |
| Laagste etmaalgemiddelde relatieve vochtigheid (%) | 1933              | 51                | De Bilt           |      | 1933               | 49                 | Maastricht         |
| Laagste uurwaarde luchtdruk op zeeniveau (hPa) | 1903              | 990,4             | De Bilt           |      | 1984               | 987,3              | Leeuwarden         |
| Hoogste uurwaarde luchtdruk op zeeniveau (hPa) | 2009              | 1035,3            | De Bilt           |      | 2009               | 1036,2             | De Kooy, Vlieland  |
| Officiële records worden altijd gemeten op het KNMI-weerstation in De Bilt. Landelijke records kunnen worden gemeten op elk officieel KNMI-weerstation in Nederland. |                   |                   |                   |      |                    |                    |                    |

Uitzonderlijke gebeurtenissen
- 1902 - Laatste officiële warme dag van het jaar (maximumtemperatuur ≥ 20 °C in De Bilt)
- 1902 - Laatste landelijke warme dag van het jaar gemeten in De Bilt (maximumtemperatuur ≥ 20 °C op een officieel weerstation)
- 1914 - Laatste officiële warme dag van het jaar (maximumtemperatuur ≥ 20 °C in De Bilt)
- 1968 - Laatste officiële zomerse dag van het jaar (maximumtemperatuur ≥ 25 °C in De Bilt)
- 2004 - Laatste officiële zomerse dag van het jaar (maximumtemperatuur ≥ 25 °C in De Bilt)
- 2005 - Laatste officiële zomerse dag van het jaar (maximumtemperatuur ≥ 25 °C in De Bilt)
- 2013 - Officieel maandrecord hoogste etmaalsom van de neerslag in mm van september gemeten in De Bilt: 44,1
- 2021 - Laatste landelijke zomerse dag van het jaar gemeten in Hupsel en Twenthe (maximumtemperatuur ≥ 25 °C op een officieel weerstation)
- 2023 - Officieel hoogste etmaalgemiddelde temperatuur in °C van september dit jaar gemeten in De Bilt: 23,3
- 2023 - Landelijk hoogste etmaalgemiddelde temperatuur in °C van september dit jaar gemeten in Hoek van Holland: 25,7
- 2023 - Landelijk maandrecord hoogste minimumtemperatuur in °C van september gemeten in Vlissingen: 21,1
- 2023 - Landelijk hoogste minimumtemperatuur in °C van het jaar gemeten in Vlissingen: 21,1 (voorlopig)
- 2023 - Landelijk hoogste minimumtemperatuur in °C van september dit jaar gemeten in Vlissingen: 21,1
- 2023 - Officieel hoogste maximumtemperatuur in °C van september dit jaar gemeten in De Bilt: 31,1
- 2023 - Landelijk hoogste maximumtemperatuur in °C van september dit jaar gemeten in Eindhoven en Ell: 32,2
- 2023 - Laatste officiële tropische dag van het jaar (maximumtemperatuur ≥ 30 °C in De Bilt) (voorlopig)

### België
Dagrecords
- 1922 - Laagste etmaalgemiddelde temperatuur 9,8 °C
- 2023 - Hoogste etmaalgemiddelde temperatuur 25,1 °C[14]
- 1944 - Laagste minimumtemperatuur 4,1 °C
- 2023 - Hoogste maximumtemperatuur 31,9 °C[14]
- 1902 - Hoogste etmaalsom van de neerslag 28,2 mm

Uitzonderlijke gebeurtenissen
- 1902 - Tornado in Neeroeteren (Maaseik).
- 1984 - Natste september-decade van de eeuw: neerslaghoeveelheid van 83,7 mm.
- 1986 - De minimumtemperatuur zakt tot −1,2 °C in Rochefort.
- 2005 - Onweer zorgt voor hoge neerslagcijfers. In Hives (La Roche-en-Ardenne) valt 144,0 mm. Door de vele neerslag staat het water op sommige plaatsen tot een halve meter hoog in de straten.
- 2011 - In Assenede, Eeklo en Ieper vallen hagelstenen met een diameter tot 5 cm tijdens onweer.

<< · 1 · 2 · 3 · 4 · 5 · 6 · 7 · 8 · 9 · 10 · 11 · 12 · 13 · 14 · 15 · 16 · 17 · 18 · 19 · 20 · 21 · 22 · 23 · 24 · 25 · 26 · 27 · 28 · 29 · 30 · >>